# Hideki Uchidate
Hideki Uchidate (jap. 内舘 秀樹 Uchidate Hideki; ur. 15 stycznia 1974) – japoński piłkarz występujący na pozycji obrońcy.

## Kariera klubowa
Od 1996 do 2008 roku występował w klubie Urawa Reds.